# Woodborough
Woodborough è un villaggio e una parrocchia civile della contea del South Wiltshire che si trova a circa 9 miglia da Devizes e 4 a ovest di Pewsey, Sud Ovest dell'Inghilterra, Regno Unito.

## Geografia

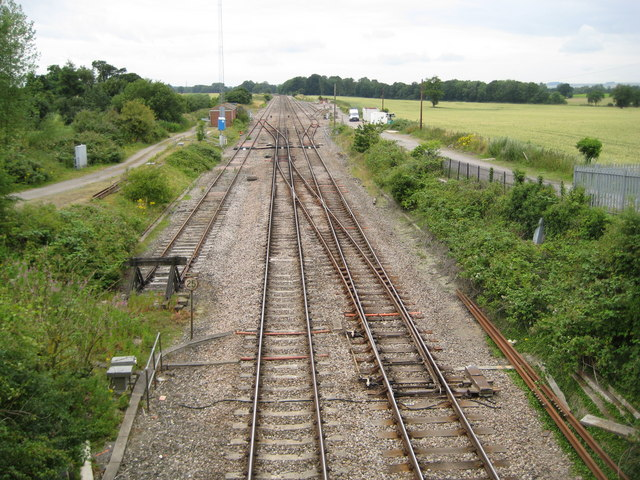
Linea ferroviaria che attraversa il territorio anche se la stazione è stata chiusa nel 1966

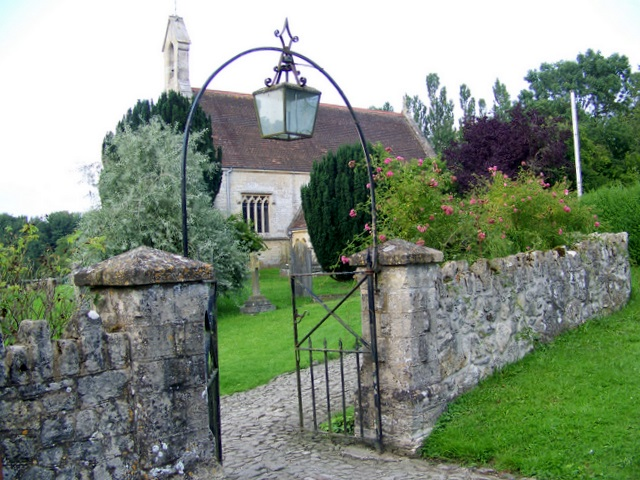
Cancello di accesso al cimitero della comunità e alla chiesa di Santa Maria Maddalena

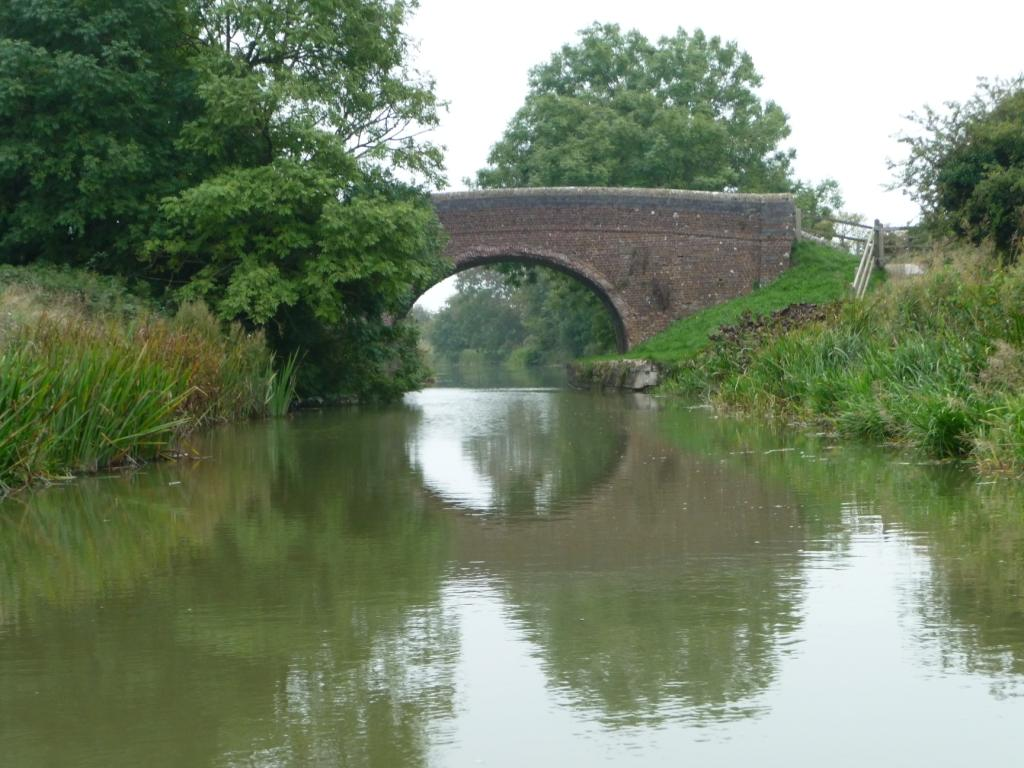
Ponte sul canale artificiale Kennet ed Avon

Il villaggio è situato nella valle Pewsey vicino alla strada Kennet e Amesbury. Si trova all'interno dell'area naturale di North Wessex Downs. Su una vicina collina si conserva lo spettacolare "White Horse", vicino ad Alton. Il territorio ha forma approssimativamente rettangolare ma con una proiezione nord-occidentale che comprende il villaggio di Honey Street. I confini a sud corrispondono alla strada per Pewsey ad un piccolo ruscello che scorre verso ovest verso Beechingstoke e infine nel Christchurch Avon. Il confine occidentale è segnato da un altro corso d'acqua che scorre verso sud dal canale Kennet e Avon fino all'Avon. Il confine settentrionale gira a sud e per un breve tratto segue la strada Avebury-Amesbury. Il confine poi prosegue verso nord e verso est per racchiudere Woodborough Hill, e prosegue verso sud per unirsi al vecchio sentiero per Pewsey nel sud-est. Il nord del territorio si trova approssimativamente sopra i 425 piedi mentre l'Upper Greensand è coperto in parte da terreno alluvionale. Il territorio è generalmente in pendenza da nord-est a sud-ovest. Nel nordest Woodborough Hill si eleva fino a 671 piedi, ma c'è un terreno più basso, sotto i 375 piedi, al centro e a sud-est dove il corso d'acqua che scorre fuori dagli Altons ha scavato una valle. Nella parte nord vi sono affioramenti di gesso.

## Storia
Sono stati rinvenuti resti romano-britannici nei pressi di Honey Street ma, a parte questi, non ci sono prove di insediamenti più antichi. Le prime informazioni relative a Woodborough risalgono al 1334 riguardano i contribuenti soggetti a tassazione. Già attorno al XVI secolo le sue condizioni economiche erano peggiorate e solo il rettore fu oggetto di tassazione. Nel XIX secolo è possibile che gli sviluppi nell'agricoltura e nel commercio abbiano portato a una maggiore prosperità e nel 1801 la popolazione crebbe. In seguito i numero dei residenti risultò non sempre stabile. La parrocchia civile venne istituita nel 1894 dal Local Government Act 1888 e fino a quel momento la gestione del villaggio era stata affidata alla responsabilità del Consiglio parrocchiale. I primissimi verbali, scritti a mano, relativi alle riunioni a Woodborough risalgono alla fine del XIX secolo. Woodborough fu attraversata dal canale Kennet e Avon nel 1807 e l'intero canale fu completato nel 1810, fornendo comunicazioni via acqua interna tra Bristol e Londra. Nel 1811 iniziarono i lavori per la costruzione di un molo a Honey Street, che divenne un centro di distribuzione locale per i carichi trasportati sul canale, in particolare carbone. Anche le chiatte passeggeri utilizzavano il canale e le persone potrebbero essere state trasportate al mercato di Devizes in questo modo. Dal 1862 Devizes poteva essere anche raggiunta in treno perché in quell'anno fu aperta la linea ferroviaria Berks & Hants Extension e il villaggio venne servito da una stazione nella vicina parrocchia di Beechingstoke. La linea, estesa nel 1900 a sud-ovest fino a Westbury, forniva un rapido accesso a Londra e veniva utilizzata per trasportare i prodotti caseari ai mercati locali. La stazione di Woodborough fu chiusa nel 1966.

## Monumenti e luoghi d'interesse
Nel territorio di Woodborough sono presenti vari edifici e punti di interesse come la Manor House e la chiesa. A sud-ovest ci sono l'Old Rectory e la cappella metodista. A est c'è Church Farm, una grande casa del XIX secolo. Sono presenti edifici storici con tetto di paglia risalenti al XVII secolo. Il Rose and Crown venne demolito attorno al 1915.
- chiesa di Santa Maria Maddalena. Chiesa parrocchiale anglicana risalente alla metà del XIX secolo. Edificata in pietra calcarea squadrata, con tetto in tegole sulla navata e lastre di pietra sul presbiterio. La navata laterale ha il tetto in ardesia. Dal 30 ottobre 1987 è un monumento classificato di secondo grado per il suo particolare interesse storico e architettonico.[6][7]